# José Luis Fernández Lavandera
José Luis Fernández Lavandera (La Felguera, Astúries, 28 de març de 1947), conegut com a Lavandera, és un exfutbolista professional espanyol que jugava com a migcampista. Va jugar tres temporades seguides a Primera Divisió amb el Real Sporting de Gijón, de 1970 a 1973, durant les quals va marcar 3 gols.

## Clubs
| Club                   | Anys      |
| ---------------------- | --------- |
| U. P. Langreo          | 1964-1965 |
| R. C. Celta de Vigo    | 1965-1967 |
| Real Sporting de Gijón | 1967-1974 |
| C. E. Manresa          | 1974-1975 |
| U. P. Langreo          | 1975-1977 |

## Palmarès
Amb l'Sporting de Gijón:
- Segona Divisió (1): 1969-70